# 呉衛鳳
呉　衛鳳（ご　えいほう）は、中国の柔道選手。階級は72kg級と72kg超級。

## 人物
1989年の世界選手権72kg級では銅メダルを獲得した。福岡国際では72kg超級に出場して優勝を飾った。1990年に地元北京で開催されたアジア競技大会72kg級では決勝で田辺陽子に合技で敗れた。その後の福岡国際では72kg超級に出場して2位となった。
引退後は北京オリンピック金メダリストである佟文などの指導にあたることとなった。

## 主な戦績
- 1988年 - 福岡国際　72kg超級　2位　無差別　3位
- 1989年 - 世界選手権　72kg級　3位
- 1989年 - 福岡国際　72kg超級　優勝
- 1990年 - ソ連女子国際　72kg級　3位
- 1990年 - アジア競技大会　72kg級　2位
- 1990年 - 福岡国際　72kg超級　2位